# 12924 Madisonicole
12924 Madisonicole este o planetă minoră (asteroid) din centura de asteroizi. A fost descoperită pe 7 septembrie 1999 la Magdalena Ridge Observatory⁠(d) de Lincoln Near-Earth Asteroid Research. 
Obiectul prezintă o orbită caracterizată de o semiaxă mare de 2,1561081 UAi, o excentricitate de 0,17, o înclinație de 2,75186 ° în raport cu ecliptica.